# Carl von Knorr
Anton Carl Philipp Christian von Knorr (* 1. August 1750 in Sollstedt; † 17. Mai 1826 ebenda) war ein deutscher Gutsbesitzer, Jurist und Mitglied der Reichsstände des Königreichs Westphalen.

## Leben
Anton Carl Philipp Christian von Knorr war der Sohn des Johann Albrecht Ferdinand von Knorr (1718–1751, Hauptmann der Eichsfelder Landmiliz) und dessen Gemahlin Charlotte Sophie Juliane Freiin von Bodungen († 1779). Er heiratete Josephine von Linsingen. Aus der Ehe ging der Sohn Christian Georg (1784–1847) hervor.
Nach dem Jurastudium wurde Carl im Jahre 1777 Kurmainzer Kammerherr und Hof- und Regierungsrat im Eichsfeld.

### Politische Ämter
- um 1795 Mitglied der Kurfürstlichen Chaussee- und Wegebaukommission für das Eichsfeld
- 1808–1813 Kantonsabgeordneter und Maire (Bürgermeister) von Dachrieden in Thüringen
- 1808–1813 Mitglied des Departements-Wahlkollegiums des Harz-Departements
- 2. Juni 1808 bis 26. Oktober 1813 als Vertreter der Grundbesitzer Mitglied der Reichsstände des Königreiches Westfalen für das Harz-Departement